# Omega X
Omega X (кор. 오메가엑스) — южнокорейский бой-бэнд, сформированный в 2021 году компанией Spire Entertainment. Состоит из 11 участников: Хангём, Джэхан, Xen, Тэдон, Хвичан, Хёк, Чонхун, Джэхён, Йечан, Кевин, Себин. Дебютировали 30 июня 2021 года с мини-альбомом Vamos.

## Карьера

### Пре-дебют
Все участники Omega X появлялись на шоу выживания или дебютировали в предыдущих группах K-pop, прежде чем дебютировать в Omega X.  Хангём — бывший участник группы Seven O'Clock, который также участвовал в шоу Mix Nine, где занял 6-е место. Джэхан был участником второго сезона шоу Produce 101 Season 2 и бой-бэнда Spectrum. Хвичан также участвовал в Mix Nine и является бывшим участником Limitless. Себин — бывший участник Snuper и участвовал в проекте The Unit: Idol Rebooting Project. Тэдон участвовал в шоу Boys24 и во втором сезоне Produce 101, а также является бывшим участником Gidongdae. Xen и Джэхён — бывшие участники 1Team. Кевин, Чонхун и Хёк — бывшие участники группы ENOi. Йечан участвовал в Under Nineteen и является бывшим участником 1the9.
2 марта 2021 года Spire Entertainment выпустили тизер с силуэтами участников, сопроводив его словами «Ваши мальчики вернутся в 2021 году». Начиная c 15 марта выходили трейлеры каждого участника. 26 марта все участники Omega X были официально представлены в финальном и 12-м дебютном трейлере.

### 2021-2022: Дебют сVamos,What's Goin' On,Love Me Like,Story Written in Musicи японский дебют
30 июня 2021 года Omega X дебютировали, выпустив свой первый мини-альбом Vamos c одноимённым заглавным синглом.
6 сентября Omega X выпустили свой первый сингловой-альбом What's Goin' On и одноименный ведущий сингл.
5 января 2022 года Omega X выпустили свой второй мини-альбом, Love Me Like, и его ведущий сингл с тем же названием.
15 июня Omega X выпустили свой первый студийный альбом Story Written in Music и его заглавный трек «Play Dumb».
24 августа Omega X дебютировали в Японии под Tokuma Shoten с мини-альбомом Stand Up! а одноименный заглавный трек был предварительно выпущен 1 июля.
Турне по Америке «Connect: Don't give up» началось с Гвадалахары в Мексике 16 сентября.

### 2023 — настоящее время: Возвращение после победы в судебном процессе
11 февраля 2023 года, через месяц после победы в судебном процессе против своего бывшего лейбла, Omega X выступили на 30-й церемонии вручения наград Hanteo Music Awards. Группа также представила свою новую песню «Dream», написанную участниками во второй день церемонии награждения. Кроме того, группа заявила о скором выпуске нового альбома.
5 июня 2024 года агентство IPQ Entertainment объявило, что Хвичан и Себин начнут службу в армии. 4 июля Хвичан будет зачислен на службу в качестве госслужащего, а 16 июля Себин зачислится в качестве действующего солдата.

## Скандал с насилием над участниками Omega X
24 октября 2022 года произошла утечка видео, на котором генеральный директор Spire Entertainment физически и словесно оскорбляет участников группы, и один из них падает в обморок. В ответ Spire Entertainment опубликовали заявление, объясняющее, что между участниками и агентством возник спор, но с тех пор все их недоразумения были разрешены, в то время как генеральный директор отрицала наличие каких-либо злоупотреблений.
Тем не менее телеканал SBS опубликовал видео 25 октября, на котором генеральный директор Кан Сон Хи кричала на участника Джэхана, даже после того, как он оказался на грани потери сознания, вероятно, из-за панической атаки. Насилие продолжалось в отеле. В полицейском управлении Лос-Анжелеса сообщили, что полицейских вызывали в отель дважды. Согласно информации SBS, в итоге сотрудники Spire Entertainment вернулись в Корею регулярным рейсом, оставив участников с одним менеджером в аэропорту Лос-Анджелеса. Spire Entertainment заявили, что они якобы обсуждали отмену рейса в течение трёх дней, поскольку участники могли оказаться на борту с фанатами. Тем не менее, сообщалось, что участникам пришлось покупать билеты на рейс за свои деньги и при финансовой поддержке родителей. В конце концов они прибыли в Корею 25 октября. В то же время обеспокоенные поклонники Omega X создали петицию на портале Change.org, призывающую полицейское управление Лос-Анджелеса и Национальное агентство полиции Кореи начать расследование инцидентов, связанных с насилием против участников группы, а также дать адекватную оценку произошедшему Корейское агентство креативного контента и Совет директоров Spire Entertainment.
5 ноября участники группы создали отдельный от лейбла новый аккаунт в Instagram, где поблагодарили всех за поддержку, объявили о своих намерениях продолжать работать как группа, а также общаться со своими фанатами. В результате продолжающегося общественного давления на Spire Entertainment, компания опубликовала 7 ноября заявление, в котором принесла свои извинения и объявила о «добровольной отставке» генерального директора Кан Сон Хи. Также Spire заявили, что берут на себя всю ответственность за ситуацию и готовы приложить усилия в предотвращении подобных случаев в будущем.
11 ноября телеканал SBS обнародовал новые обвинения в адрес Spire Entertainment, включающие в себя принуждение группы к выступлению, несмотря на положительный результат теста на COVID-19 и высокую температуру у четверых участников группы, а также новое видео о первоначальном инциденте, где генеральный директор Кан кричала на участников за то, что они не поблагодарили её должным образом во время концерта. Телеканал рассказал и о случаях сексуального домогательства к участникам. Также стало известно, что после инцидента сопредседатель Spire Entertainment Хван, предположительный муж гендиректора Кан, угрожал участникам: «Я не могу позволить вам групповую деятельность. Грубияны Omega X, когда вы вернётесь, вы столкнётесь с последствиями». Кроме того стало известно, что четыре участника Omega X начали лечение от панического расстройства, тревоги и бессонницы. Несмотря на это, компания лишь опубликовала краткое заявление, в котором повторно подтвердила ранее принесённые извинения и информацию об отставке генерального директора.
14 ноября было объявлено о проведении пресс-конференции участников и их юристов Но Чон Ёна и Со Джу Ён 16 ноября. В преддверии пресс-конференции группа подала заявку на регистрацию товарных знаков «Omega X», а также «For X» (название фандома группы). Их законный представитель также сообщил, что группа подвергалась нападениям, запугиванию, сексуальным домогательствам, газлайтингу и другим формам злоупотреблений. Во время пресс-конференции было объявлено, что Omega X подаст иск о расторжении своих контрактов против Spire Entertainment.
11 января 2023 года Omega X объявили, что выиграли судебный процесс по вопросу о приостановке контрактов со Spire. Однако в дальнейшем группа намеревается продолжить уголовное преследование руководства Spire Entertainment, связанное с насилием против участников.
21 августа IPQ опубликовала заявление, опровергающее обвинения, выдвинутые YouTube-блогером Ин Джи Уном в отношении OMEGA X, и объявила о судебном ответе против него и SPIRE Entertainment за клевету, а также о возбуждении судебного иска против SPIRE за нарушение контракта, моральное и физическое насилие в отношении участников Omega X. Адвокат Но Чон Ён, законный представитель группы, заявил 28 августа, что они подали иск против SPIRE за сексуальные домогательства и планируют провести пресс-конференцию. Тем временем отец участника группы Йе Чана также подал жалобу на ютубера за распространение ложной информации.
19 марта 2024 года агентство Spire Entertainment обнародовало видео с камер наблюдения от 11 июля 2022 года, на котором участник Omega X Ли Хви Чан трогает бывшего генерального директора агентства Кан Сон Хи. В Spire заявили, что происходящее было против воли директора Кан, которая, по мнению компании, является жертвой сексуальных домогательств. Omega X отвергли данные обвинения, запросив полную версию видеозаписи. Кроме того, группа заявила, что такие действия постоянно происходили, но по требованию самой госпожи Кан.
27 марта эксклюзивный контракт Omega X с их бывшим агентством Spire Entertainment был официально расторгнут.

## Состав
| Сценический псевдоним | Сценический псевдоним | Имя         | Имя     | Дата рождения | Позиция в группе |
| На русском            | Хангыль               | На русском  | Хангыль | Дата рождения | Позиция в группе |
| --------------------- | --------------------- | ----------- | ------- | ------------- | ---------------- |
| Джэхан                | 재한                  | Ким Джэ Хан | 김재한  | 01.07.1995    | Лидер            |
| Хангём                | 한겸                  | Сон Хан Гём | 송한겸  | 17.07.1996    |                  |
| Хвичан                | 휘찬                  | Ли Хви Чан  | 이휘찬  | 18.04.1996    |                  |
| Себин                 | 세빈                  | Чан Се Бин  | 장세빈  | 24.04.1996    |                  |
| Тэдон                 | 태동                  | Ким Тэ Дон  | 김태동  | 07.11.1997    |                  |
| Xen                   | 젠                    | Ли Джи Ну   | 이진우  | 20.02.1998    |                  |
| Джэхён                | 제현                  | Мун Чжэ Хён | 문제현  | 20.04.1999    |                  |
| Кевин                 | 케빈                  | Пак Джи Ну  | 박진우  | 12.01.2000    |                  |
| Чонхун                | 정훈                  | Хан Чон Хун | 한정훈  | 14.02.2000    |                  |
| Хёк                   | 혁                    | Ян Хёк      | 양혁    | 15.03.2000    |                  |
| Йечан                 | 예찬                  | Шин Йе Чан  | 신예찬  | 14.05.2001    | Макнэ            |

## Дискография

### Корейские альбомы

#### Студийные альбомы
- Story Written in Music (2022)

#### Мини-альбомы
- Vamos (2021)
- What's going on (2021)
- Love Me Like (2022)
- iykyk (2023)

### Японские альбомы

#### Мини-альбомы
- Stand Up! (2022)

## Фильмография
| Год  |   | Русское название         | Оригинальное название | Роль                                      |
| ---- | - | ------------------------ | --------------------- | ----------------------------------------- |
| 2022 | с | Плохая подруга           | 배드걸프렌드          | Мун Чжи Хо (Ян Хёк)                       |
| 2022 | с | Плечо, чтобы поплакаться | 소년을 위로해줘       | Да Ёль (Ким Джэ Хан), Тэ Хён (Шин Йе Чан) |
| 2024 | с | Джаз для двоих           | 재즈처럼              | Со До Ён (Сон Хан Гём)                    |

## Награды и номинации
| Награда                 | Год  | Категория                               | Номинант | Результат | Источник |
| ----------------------- | ---- | --------------------------------------- | -------- | --------- | -------- |
| Hanteo Music Awards     | 2021 | Премия новичка – мужская группа         | Omega X  | Номинация | [ 37 ]   |
| Gaon Chart Music Awards | 2022 | Новый артист года                       | Omega X  | Номинация | [ 38 ]   |
| Golden Disc Awards      | 2022 | Новичок года                            | Omega X  | Номинация |          |
| Golden Disc Awards      | 2022 | Премия Seezn самому популярному артисту | Omega X  | Номинация |          |
| Seoul Music Awards      | 2022 | Новичок года                            | Omega X  | Победа    | [ 39 ]   |
| Seoul Music Awards      | 2022 | Награда за популярность                 | Omega X  | Номинация | [ 40 ]   |
| Seoul Music Awards      | 2022 | Награда за популярность K-wave          | Omega X  | Номинация | [ 40 ]   |